# Pietro I. Candiano

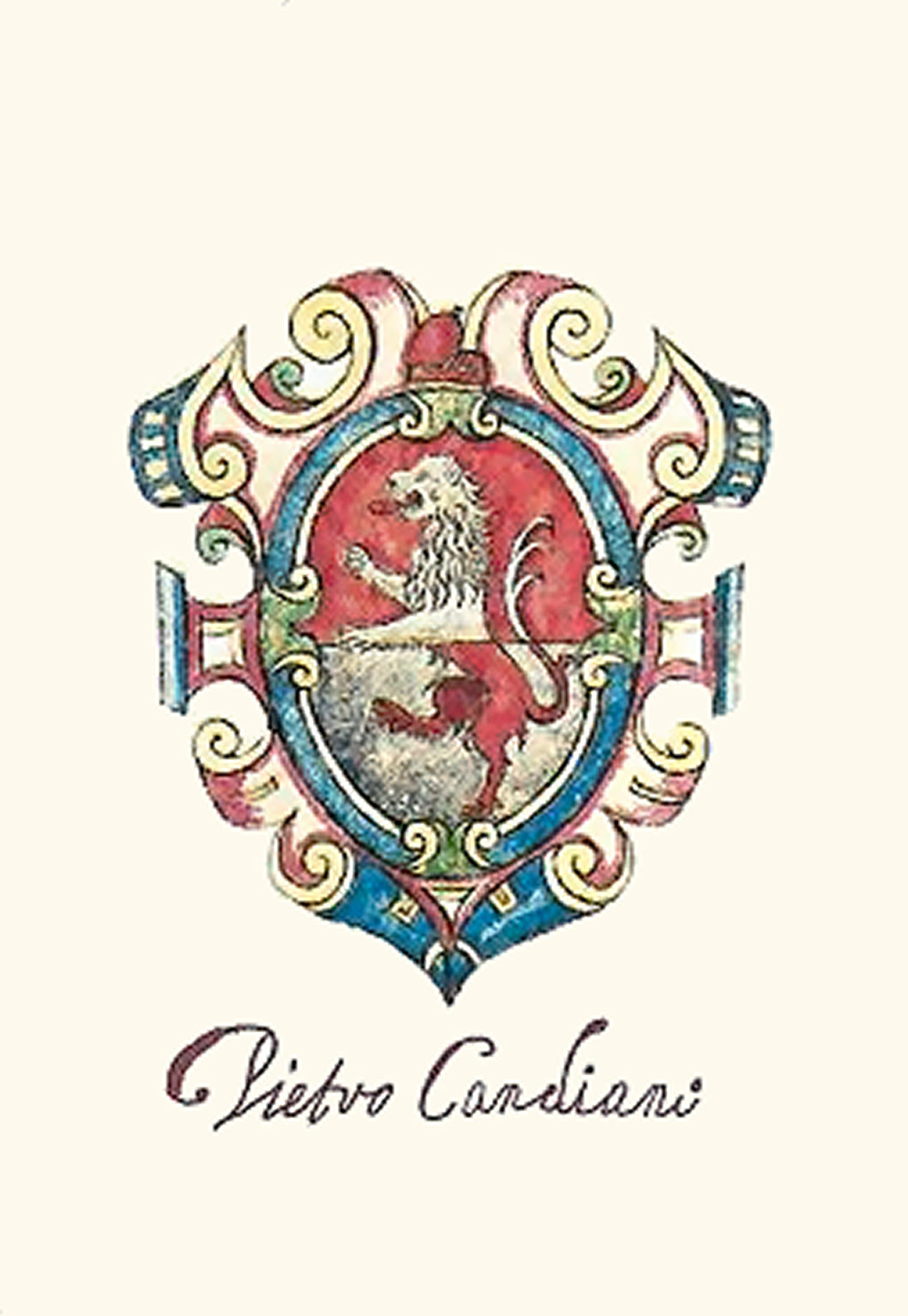
Das Wappen des „Pietro Candiano“, wie man es sich im 17. Jahrhundert vorstellte. Bei den Wappen frühmittelalterlicher Dogen handelt sich um bloße Rückprojektionen sehr viel jüngerer Familienwappen. Die Heraldik setzte erst im 3. Viertel des 12. Jahrhunderts ein. Später wurden auch Wappen an die frühen Dogen vergeben, die nie ein Wappen geführt hatten („fanta-araldica“); dies diente dazu, die Familien dieser Epoche mit möglichst frühen Dogen in ein verwandtschaftliches Verhältnis zu setzen, was ihnen Ansehen sowie politischen und gesellschaftlichen Einfluss verschaffte. Es wurden also die Wappen der sehr viel späteren Nachfahren dieser Dogen auf die angeblichen oder tatsächlichen Mitglieder der (angeblich) seit 697 in Venedig herrschenden Familien zurückprojiziert.

Pietro I. Candiano, in den zeitnahen Quellen Petrus Candianus oder Piero (* um 842; † 18. September 887 bei Tučepi, Kroatien), war nach der historiographischen Tradition, wie die staatlich gesteuerte Geschichtsschreibung Venedigs genannt wurde, der 16. Doge der Republik Venedig. Er herrschte kaum fünf Monate, nämlich vom 17. April 887 bis zum 18. September desselben Jahres, und starb im Alter von 45 Jahren. 
Das Ende der Particiaco-Dynastie hatte zur Folge gehabt, dass es der amtierende Doge der Volksversammlung überlassen hatte, einen geeigneten Nachfolger zu finden. Als erstem Dogen wurden Petrus, getrennt von der Wahl durch die Volksversammlung, die Machtinsignien persönlich überreicht, nämlich Schwert, Szepter und Dogenstuhl. Er war zudem der erste Doge, der in einer militärischen Auseinandersetzung außerhalb des venezianischen Territoriums ums Leben kam, wobei es sich hierbei um eine Landschlacht gegen die Slawen an der Neretva handelte, die in der venezianischen Geschichtsschreibung als bloße Piraten dargestellt werden. Diese störten möglicherweise den sich langsam intensivierenden Handel Venedigs in der Adria.

## Herrschaft
Petrus, der der Familie der Candiano angehörte, wurden am 17. April 887 durch den erkrankten Dogen Johannes II. die Insignien der Macht übergeben. Er starb allerdings bereits fünf Monate später am 18. September in einer Schlacht mit dalmatinischen Piraten, die sich an der Mündung der Neretva festgesetzt hatten. Er war damit der erste Doge, der in einer Schlacht für Venedig starb. Die in den Quellen als „pirati“ bezeichneten Narentaner konnten für die nächsten Jahrzehnte (bis 998) sogar Tribute von Venedig einstreichen. Sein Sohn Pietro II. Candiano folgte ihm später (932–939) als Doge nach.
Die kurze Herrschaft des Petrus bezeichnet eine langsame Veränderung in der Verfassung Venedigs. Zwar heißt es bei dem Chronisten Johannes Diaconus ganz traditionell, der kranke Doge „licentiam populo dedit ut constitueret sibi ducem quem vellet“. Der schwer kranke Johannes II. gab dem Volk also die Erlaubnis, sich einen Dogen auszusuchen. Doch Johannes übergab als erster Doge, getrennt von der Wahl durch die Volksversammlung, die Machtinsignien persönlich seinem Nachfolger, nämlich „spatam, fustem ac sellam“, also Schwert, Szepter und den Dogenstuhl. Dabei behauptet der Chronist ausdrücklich, dass der Doge in diesem Akt seinen Nachfolger bestimmte: „eumque sibi successorem constituens“. Dieser Vorgang symbolisiert daher auch die sich vermindernde Bedeutung der Volksversammlung, des arengo, zumindest im Blickwinkel der um 1000 entstandenen Chronik des Johannes Diaconus. 
Die Familie Candiano ist in der Geschichte der Lagune zu diesem Zeitpunkt nicht gänzlich unbekannt. Petrus gehörte jener Familie an, zu der ein anderer Petrus Candianus gehörte, der an der Ermordung des Dogen Petrus im Jahr 864 teilgenommen hatte, und der deshalb ins Exil gehen musste. Derlei Familien entwickelten sich von einer landbesitzenden Aristokratie in eine, die vom Handel lebte (Hartmann, Heinrich Kretschmayr) oder waren Repräsentanten der neuen, aufstrebenden Händleraristokratie, die in Konflikt mit den alten Familien geriet (Roberto Cessi, dagegen: Gino Luzzatto). Die Candiano versuchten in der Zeit zwischen den dreißiger Jahren des 9. Jahrhunderts und dem Ende des Jahrhunderts, als sie den Staat dominierten, zunächst den populus in ihrem Interesse einzusetzen, um dieses Volk später zu beherrschen. Doch der tragische Untergang des letzten aus der Familie zeigt auch, dass das sozio-ökonomische Gewebe der Lagune einer solchen Entwicklung entgegenstand. Symbolisch ausgedrückt hat sich dieser Widerstand in der Formel „dux et populus“.
Die kurze Herrschaft des Dogen verhinderte allerdings die Andeutung eines solchen Programms. Sein erstes Ziel war die Beseitigung der Bedrohung durch die Slawen, insbesondere die Narentaner. Sie bedrohten die Existenz Venedigs umso mehr, je stärker die führenden Gruppen der Stadt vom Fernhandel durch die Adria abhängig wurden. Dabei erreichte die erste Flottenexpedition nichts gegen die Piraten, die Führung der zweiten übernahm nun der Doge selbst. Zur See überlegen, trug die Schlacht auf dem Lande den Venezianern eine schwere Niederlage und den Tod des Dogen ein. Dieser wurde in Grado beigesetzt.
Für lange Zeit waren dies die letzten Versuche, mit Waffengewalt gegen die Küstenbewohner vorzugehen. Erst Pietro II. Orseolo gelang mehr als ein Jahrhundert später deren Unterwerfung. Bis dahin zog es Venedig vor, durch Einzelverträge und Zahlung von Tributen den Handel in die mittlere und untere Adria offen und sicher zu halten.

## Rezeption

### Bis gegen Ende der Republik Venedig
Für das Venedig zur Zeit des Dogen Andrea Dandolo war die Deutung, die man der kurzen Herrschaft Piero Candianos gab, in mehrerlei Hinsicht von symbolischer Bedeutung. Das Augenmerk der Mitte des 14. Jahrhunderts längst fest etablierten politischen Führungsgremien, die vor allem seit Andrea Dandolo die Geschichtsschreibung steuerten, galt der Entwicklung der Verfassung (in diesem Falle der Frage des Scheiterns eines der Dynastiebildungsversuche und der Herleitung der Herrschaftsrechte der ältesten Familien, hier der Sanudo), aber auch den Machtverschiebungen innerhalb der Adria (hier dem tödlichen Kampf mit den slawischen Piraten an der Ostadria). Dabei standen die Fragen nach der politischen Unabhängigkeit zwischen den sich zersetzenden Kaiserreichen, des Rechts aus eigener Wurzel, mithin der Herleitung und Legitimation ihres territorialen und Seeherrschafts-Anspruches, stets im Mittelpunkt, denn Venedig war in dieser Zeit gezwungen, unter höchster Gefahr völlig eigenständig in einem Machtvakuum zu agieren, das die Großreiche der Zeit hinterlassen hatten.

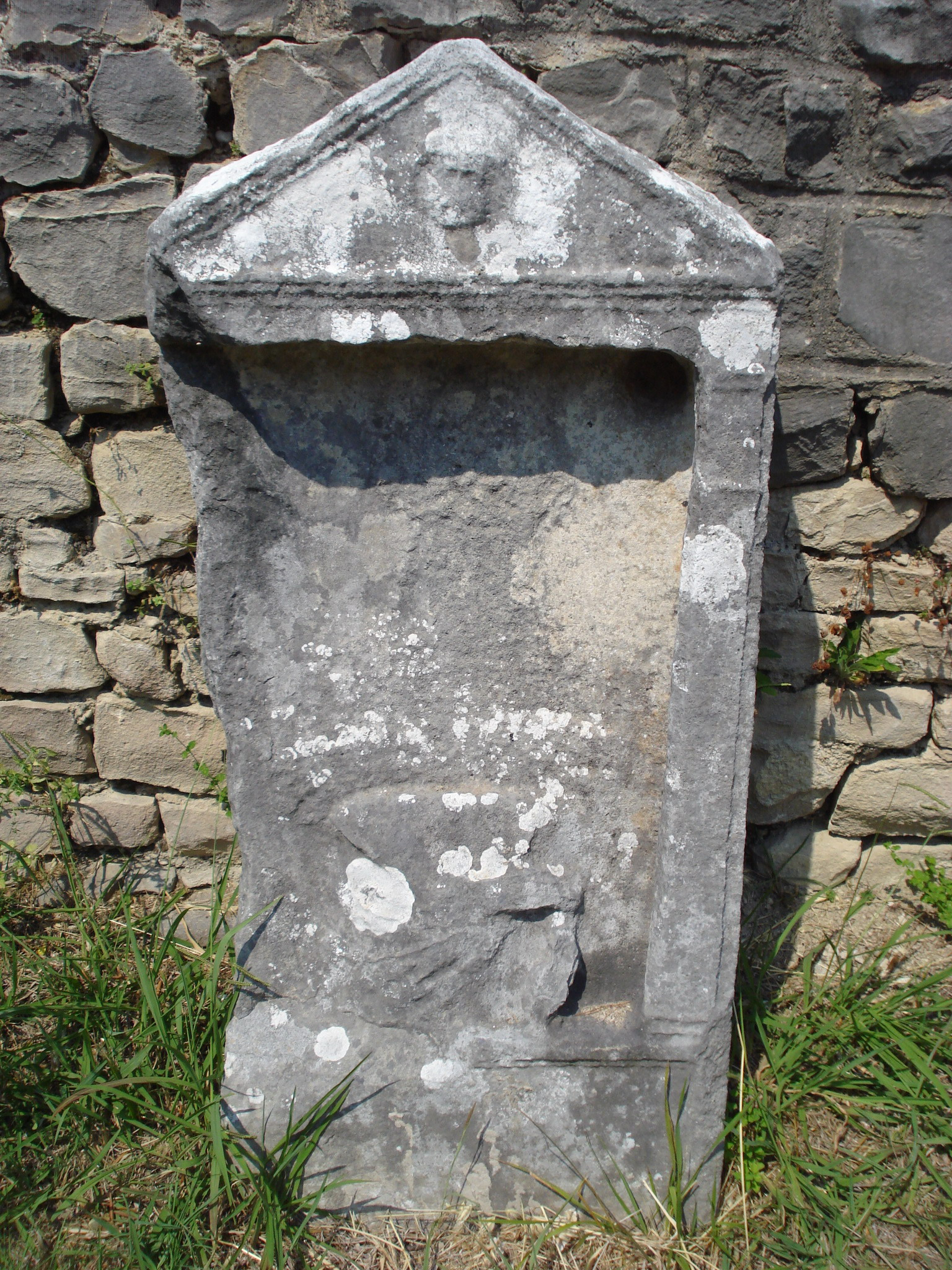
Angebliches Grabmal Pietros I. Candiano im kroatischen Tučepi, an der dortigen Georgskapelle (Crkva sv. Jure), die ab 1311 entstand

Die älteste volkssprachliche Chronik, die Cronica di Venexia detta di Enrico Dandolo aus dem späten 14. Jahrhundert, stellt die Vorgänge ebenso wie Andrea Dandolo auf einer in dieser Zeit längst geläufigen, von Einzelpersonen dominierten Ebene dar, was den Dogen noch einmal größere Macht zuwies. Nach dieser Chronik entstammte „Piero Candiam“ aus dem Hause Sanudo. Er gelangte durch den Amtsverzicht seines Vorgängers auf den Dogensitz, es handelte sich also um das friedliche Ende einer Dynastie, was im Venedig dieser Zeit sehr ungewöhnlich war. Außer der Flottenexpedition gegen die Narentaner berichtet die Chronik nichts über die Zeit der Alleinherrschaft des Dogen. Dieser führte eine „armada de nave XII“, eine Flotte von zwölf Schiffen, gegen die Narentaner, mit denen es zum Kampf kam, in dessen Verlauf der Doge starb. Der Verfasser legt Wert darauf zu vermerken, dass der Leichnam den Slawen entrissen („El corpo per gli Sclavi fu tolto“) und in Grado beigesetzt wurde. Nach dieser Chronik herrschte der Doge 7 Jahre und 5 Monate („anno VII, mensi V“).
Pietro Marcello führte 1502 in seinem später ins Volgare unter dem Titel Vite de'prencipi di Vinegia übersetzten Werk den Dogen im Abschnitt „Pietro Candiano Doge XV.“ Nach ihm fuhr zunächst eine Flotte gegen die Narentaner aus, die jedoch zurückkehrte, weil sie „die Feinde nicht fand“. Daraufhin fuhren zwölf Galeeren unter Führung des neuen Dogen, der jedoch in einem Gefecht ums Leben kam. Nach dem Verfasser hatte er nicht länger als fünf Monate regiert. Sein Leichnam wurde nach Grado geschafft und dort beerdigt. Sein Vorgänger, der zurückgetretene „Giovanni Particiaco“, übernahm, von den Bitten des Volkes bewegt, das Dogenamt nochmals, bis Pietro Tribuno ins Amt kam.
Die Historie venete dal principio della città fino all’anno 1382 des Gian Giacomo Caroldo berichten nicht vom 15., sondern vom 16. Dogen „Pietro Candiano“, „il qual fù ricevuto da messer Ioanni Barbaro suo precessore gratiosamente et da lui hebbe l'insegne del Ducato et sede Duce“, er habe also von seinem Vorgänger die Insignien des Dukats erhalten sowie den Dogenstuhl. Als dieser Vorgänger schwer erkrankte, gestattete er dem Volk, einen von ihm bevorzugten Dogen zu wählen („permesse al Popolo ch’elegesse un Duce che più li fusse grato“). Mit Orso zog der neue Doge gegen die Narentaner, jedoch ohne Erfolg. Pietro, der im August zu einem neuen Angriff aufbrach und anfangs Erfolge erzielte, indem er fünf Schiffe kaperte, kam bei Kämpfen am 17. September 887 zusammen mit weiteren sieben Männern ums Leben. Dabei gelang es dem Andrea Tribuno, seinen Leichnam zu sichern und in der Kirche von Grado beisetzen zu lassen. Der Verfasser der Chronik attestiert, er sei „bellicoso, audace, prudente et molto liberale“ gewesen, und zugleich war er Kirchen und göttlichem Dienst so zugeneigt, dass er niemals beim Gottesdienst gefehlt habe. ‚Von mittlerer Statur, 45 Jahre alt‘ – „di mediocre statura, d’anni XLV“ –, war er nur fünf Monate lang Doge gewesen. Der zurückgetretene Doge Johannes nahm trotz seiner Krankheit auf Bitten des Volkes sein Amt wieder auf. Nach sechs Monaten und dreizehn Tagen waren die „pubblici rumori“ soweit beruhigt, dass er das Volk dazu überreden konnte, im Jahr 888 einen neuen Dogen zu wählen.

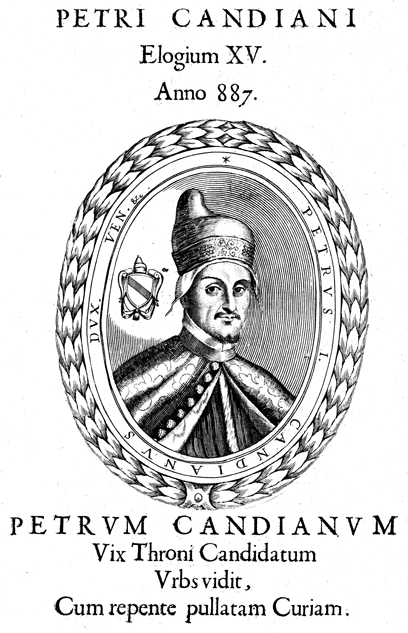
Leone Matina: Phantasieporträt des Dogen in der wohl ersten gedruckten Porträtserie aller bis dahin anerkannten Dogen, dem Ducalis regiae lararium von 1659

In der 1574 erschienenen Chronica das ist Warhaffte eigentliche vnd kurtze Beschreibung, aller Hertzogen zu Venedig Leben des Frankfurter Juristen Heinrich Kellner, die auf Marcello aufbauend die venezianische Chronistik im deutschen Sprachraum bekannt machte, ist „Peter Candian der Fünfftzehende Hertzog“. Lapidar schreibt Kellner, der neue Doge sei „erkohren worden/ im jar 887.“ Unter den bis dato herrschenden Particiachi hatten die Dogen ihre Söhne oder Brüder zu Mitdogen („Gehülffen“) erhoben und damit als ihre Nachfolger designiert – offenbar unter Umgehung des Wahlrechts der Volksversammlung. Gegen die Narentaner, „der Venetianer alte Feinde und Widersacher“, sei zwar eine Flotte ausgeschickt worden, „Aber die Naven kamen wider/hatten den Feind nicht antroffen.“ Derlei Missgeschicke erscheinen in den Chroniken immer wieder. „Nicht lang hernach“ wurden jedoch zwölf Galeeren gegen die Narentaner „außgerüstet“, die die Feinde im „Dalmatischen Meer“ „umbringten“. Zwar siegten die Venezianer zunächst und kaperten „etliche“ Schiffe, doch als die „Barbari“ an Schiffen überlegen waren, „theten sie grossen schaden / eroberten des Hertzogen Schiff / sampt andern … auch kam der Hertzog selbßt / als er sich gantz ritterlich wehret / in dieser Schlacht umb“. Seine Regierungsdauer gibt Kellner mit fünf Monaten an. Sein Leichnam wurde nach Grado gebracht und dort beerdigt. Nur „auf grosse bitt“ des Volkes nahm der bereits zurückgetretene Doge „Johann Partitias“ das Amt erneut an, „biß Peter Tribun gewehlet ward.“
In der Übersetzung der Historia Veneta des Alessandro Maria Vianoli, die 1686 in Nürnberg unter dem Titel Der Venetianischen Hertzogen Leben / Regierung, und Absterben / Von dem Ersten Paulutio Anafesto an / biss auf den itzt-regierenden Marcum Antonium Justiniani erschien, wird der Doge „Petrus Candianus, wieder der Sechzehende Hertzog“ genannt. Als sein Vorgänger Johannes „verspüret / daß er die Gemeine / wegen Abnehmung der Kräfften / nicht mehr regieren kunte“ übergab er „diese hohe Würde deß fürstlichen Throns“ an Petrus Candianus. Nach Vianoli siegte der Doge „nahe bey Marano, wider die Sclavonier“, und er habe in einem „ernsthafften Treffen diesen wütenden Haufen gäntzlich geschlagen / und zu nichte gemacht.“ Im Gegensatz dazu kehrte eine Flotte, die die Narentaner bekämpfen sollte, unverrichteter Dinge zurück. Nun habe der Doge die Flotte mit zwölf Schiffen „verstärcken“ müssen, doch sei er „in dem Treffen allzuhitzig nachgesetzet“. Er habe, so behauptet Vianoli, „sich mitten in die Feinde hinein gewaget“. Diese umringten und töteten ihn, wodurch „die gantze Venetianische Macht verlohren gegangen“ sei. Der kranke Doge Johannes nahm auf Bitten des Volkes sein Amt erneut an, doch nach sechs Monaten, als er sah, „daß das Vatterland in einem sichern Port angelendet“ war, trat er erneut zurück, „worauf dann mit überaus grossem Frohlocken/ den Regierungs-Wagen zu führen / im Jahr achthundert und acht und achtzig/benennet worden Petrus Tribunus“.
1687 schrieb Jacob von Sandrart in seinem Werk Kurtze und vermehrte Beschreibung Von Dem Ursprung / Aufnehmen / Gebiete / und Regierung der Weltberühmten Republick Venedig lakonisch: „Und also ward Im Jahr 887. zum (XV.) Hertzog erkoren Petrus Candianus: welcher aber in dem fünfften Monat seiner Regierung/in einer Schlacht wider die Slaven in Dalmatien / (oder wie andere schreiben/gegen Seerauber), die er zuvor überwunden hatte, blieben ist.“

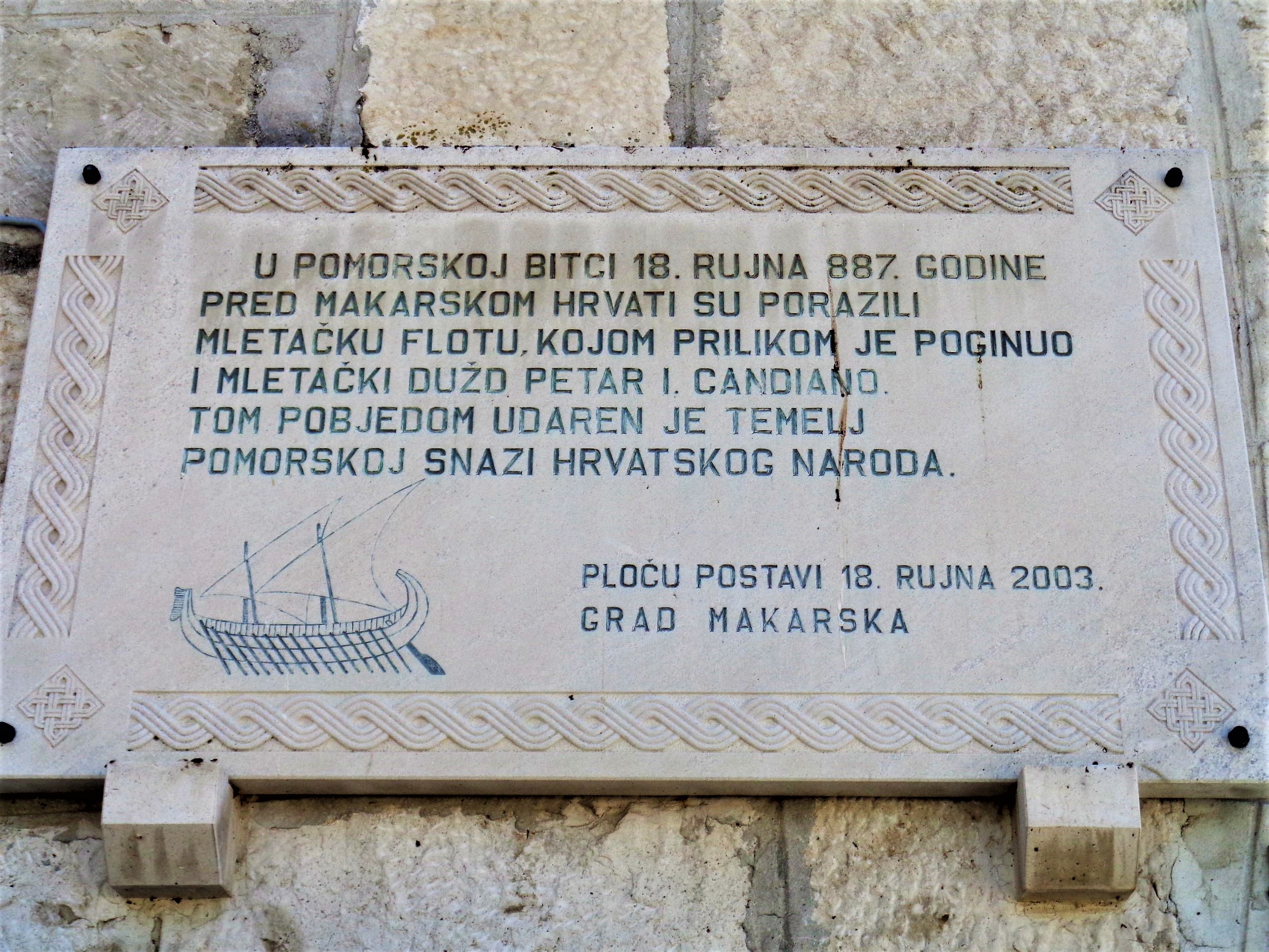
2003 aufgehängte Gedenktafel an einem Haus in Makarska zur Erinnerung an den Sieg der „Kroaten“ über die venezianische Flotte vom 18. September 887, bei dem der Doge „Petar I Candiano“ zu Tode kam (fotografiert 2019). Folgt man der Tafel, so war dieser Sieg die Grundlage für die kroatischen Seestreitkräfte.

### Historisch-kritische Darstellungen

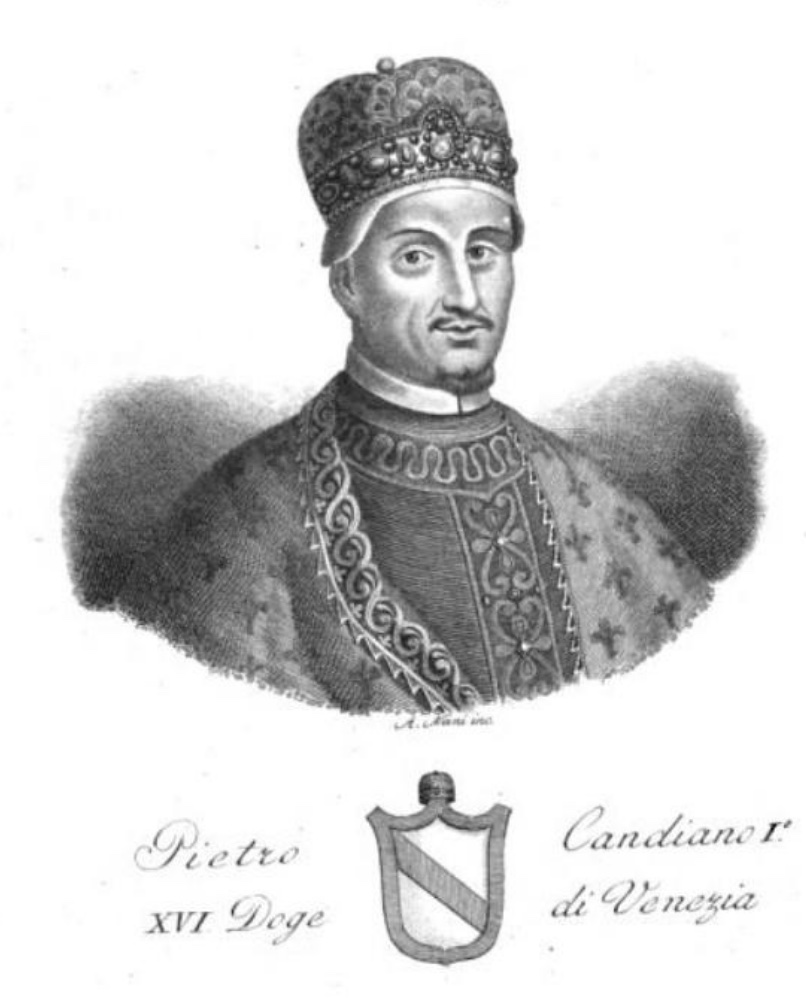
Phantasiedarstellung des Dogen „Pietro Candiano I°“ von vor 1834, Antonio Nani: Serie dei Dogi di Venezia intagliati in rame da Antonio Nani. Giuntevi alcuni notizie biografiche estese da diversi, Bd. 1, Merlo, Venedig 1840, o. S. (Google Books)

Bei Johann Friedrich LeBret, der ab 1769 in seine vierbändige Staatsgeschichte der Republik Venedig publizierte, „dankete Johannes endlich freiwillig ab“, nachdem seine Brüder gestorben waren oder das Amt abgelehnt hatten. Er forderte das Volk zur Wahl auf, aus der Peter Candiano als Sieger hervorging. Johannes berief ihn in den „herzoglichen Palast“, wo er ihm „das herzogliche Schwert, das Zepter, und den herzoglichen Sessel übergab, ihn hierdurch als seinen Nachfolger erkannte“ (S. 179). Die Familie des neuen Dogen stand „dreyhundert Jahre in größtem Ansehen. Der Staat versprach sich größte Dienste von ihm, und das Volk war mit seiner Wahl höchst vergnügt.“ „Jedermann versprach sich eine dauerhafte Regierung, und seine persönlichen Eigenschaften ließen sein Volk viel Glück hoffen.“ „Venedig hatte das erste Mal das Glück, zween Fürsten in Ruhe und mit Ruhm bekleidet, vom Throne steigen, und einen anderen sich auf denselben erheben zu sehen“. Candianus war klug und tapfer, begleitet von „einer gewissen Liebe zur Religion, welche er redlich hochschätzete, und die Kirchen fleißig besuchte. Der Priester, welcher die sagorninische Chronik verfasset hat, meldet von ihm, er habe das Gebethbuch beständig bey sich geführet,“ eine von Johannes Diaconus eingeflochtene Mitteilung, die LeBret abtut: „Uns gefällt er, als ein kühner Krieger, als ein ehrlicher Mann, als ein Menschenfreund, als ein Vertheidiger seines Vaterlandes.“ Gegen die „Narentaner, deren Verfassung eben diejenige war, die wir heute zu Tage bey den Raubnestern auf der africanischen nördlichen Küste beobachten“ (gemeint sind die Barbareskenstaaten), konnte die erste Flotte nichts ausrichten. Doch Candianus wollte „seine Regierung dadurch unterscheiden, daß er diese Räuber gänzlich ausrottete.“ „Bey dem Vorgebirge Muculus, welches jetzo den Namen Ponta Micha hat, und unfern Zara liegt“ traf er auf Narentaner, die in die Bucht flohen und an Land setzten. Während die Venezianer fünf „Raubschiffe zerschmettert hatten“, kehrten die Narentaner mit viel mehr Männern zurück. Im Kampf kam der Doge mit sieben weiteren Männern ums Leben. „Die Croaten hatten aber keinen Theil daran, sondern sucheten vielmehr, in Gesellschaft mit den Dalmatiern und Venetianern, ihre Schifffahrt empor zu bringen [...]. Die Croaten bezeugten einige Achtung für die Venetianer. Denn nachdem sie den Leichnam des ermordeten Dogen gefunden hatten, so brachte ihn Andreas Tribunus nach Grado, wohin sich auch der Rest der verunglückten venetianischen Flotte zurück gezogen hatte“ (S. 181).
Samuele Romanin räumte Candiano 1853 im ersten der zehn Bände seiner Storia documentata di Venezia kaum eine Seite ein. Abgesehen von Ausschmückungen über die Landschaft mit ihren Höhlen, in denen sich die Piraten verstecken konnten, und einem lebhaften Stil, berichtet Romanin die Vorgänge in ähnlicher Weise, stellt sich aber nicht, wie LeBret, die Frage, ob es sich bei den „Piraten“ um Kroaten gehandelt habe. Jedoch berichtet er (S. 206) von einem Grab („Tuscupi nel Primorje“, also Tučepi), von dem die Ortsbewohner „per antichissima tradizione“, ‚nach ältester Überlieferung‘ also, angenommen haben sollen, dass es sich um das Grab des Dogen gehandelt habe.
August Friedrich Gfrörer († 1861) nimmt in seiner, erst elf Jahre nach seinem Tod erschienenen Geschichte Venedigs von seiner Gründung bis zum Jahre 1084 an: „Also ward den 17. April 887 Peter Candiano und zwar in dessen eigener Wohnung vom Volke zum Dogen erkoren.“ Gfrörer vermutet, dass sich Johannes II. gänzlich von Byzanz ab und dem Karolinger Karl III. zugewandt habe, auch weil seine Geschäfte sich vielleicht eher auf das Frankenreich erstreckten. Gfrörer behauptet, „daß die griechische Partei in Venetien, so oft Dogen mit Byzanz brachen, die Einsetzung von Mitdogen erzwang“, doch sei dies durch den Todesfall Peters letztlich fehlgeschlagen. Dann folgte die Wiedereinsetzung Johanns, der jedoch mangels fränkischer Unterstützung sein Amt nicht mehr habe halten können. Darauf deute auch hin, dass die Wahl seines Nachfolgers in dessen Haus stattgefunden habe, und dass Johannes II. die Insignien seiner Macht erst danach im Dogenpalast übergeben habe. Wie immer bei Gfrörer steckte hinter der Einsetzung von Mitdogen und dem Rücktritt des Dogen also Byzanz. In diesem Falle deute auch die Herkunft der Dogenfamilie aus „dem byzantinischen Feuerheerde Heracliana“ auf ein entsprechendes Vorgehen hin, das jedoch durch den frühen Tod des Dogen obsolet wurde.
Pietro Pinton übersetzte und annotierte Gfrörers Werk im Archivio Veneto in den Jahresbänden XII bis XVI. Pintons eigene Darstellung, die jedoch erst 1883 erschien – gleichfalls im Archivio Veneto –, kritisierte Gfrörer vielfach. Für Pinton war es nicht die Anlehnung zweier verfeindeter Fraktionen an eines der beiden Kaiserreiche, sondern vielmehr die schwierige Aufgabe der Piratenbekämpfung, die eine Suche nach gesünderen Mitdogen und schließlich der Einsetzung des augenscheinlich geeigneten, wenn auch letztlich erfolglosen Candiano zur Folge hatte.
Schon 1861 hatte Francesco Zanotto in seinem Il Palazzo ducale di Venezia, worin er der Volksversammlung erheblich mehr Einfluss einräumte, gemutmaßt, dass der 16. Doge einstimmig gewählt worden sei. Von der Erkrankung des Dogen Johannes II., vom Tod Pietros, dessen Ursache er erst später nennt, hebt er als einmaligen Fall den Rücktritt Johannes’ hervor. Bei ihm ging dieser Rücktritt und die Wahl eines neuen Dogen wiederum vom Volk aus. Im Kampf gegen die Kroaten unterlag Candiano „lasciando per la patria, in suolo straniero, la preziosa sua vita“, er ‚ließ für das Vaterland, auf fremdem Boden, sein wertvolles Leben‘, wie der Autor pathetisch anfügt.
Auch Emmanuele Antonio Cicogna ließ 1867 im ersten Band seiner Storia dei Dogi di Venezia den neuen Dogen von der „assemblea nazionale“ wählen und vom Vorgänger durch Übergabe der Insignien einsetzen. Nach den Todesfällen in der Familie trat Johannes schließlich zurück und überließ der Nation die Wahl desjenigen zum Dogen, der ihr gefiel („qual più le piacesse per doge“). Cicogna nennt die Piraten wieder „Slavi Narentani“, gegen die der Doge zwölf „grossi navi“ führte. Aus dem Leichtsinn, anzulanden, wurde bei Cicogna ein ungewöhnlicher Erfolg. Doch dann ‚nichts Böses erwartend‘, blieb der Doge mit wenigen Männern am Ufer. Gegen die Angreifer verteidigte er sich verzweifelt, doch, mit zahlreichen Wunden bedeckt, starb er im ‚frischen Alter von 45 Jahren‘.
Heinrich Kretschmayr skizzierte die Herrschaft des Candiano mit wenigen Sätzen. Nach ihm stammte der Doge „aus einem alten Kampfgeschlechte“, war „selbst voll Kriegseifer“ und zögerte nicht, „gegen die Geißel des adriatischen Meeres, die Narentaslawen“ loszuschlagen, und nach einem ersten Misserfolg sogar selbst eine Flotte gegen sie zu führen. „Bei Macarsca stieß das Heer auf den Feind, nahm und zerstörte fünf Schiffe, erlag aber schließlich einem Hinterhalte“; „das Atrium der Euphemienkirche von Grado nahm seine vor den Feinden gerettete Leiche auf“.
In seiner 1977 in erster Auflage erschienenen History of Venice betont John Julius Norwich, der sich ansonsten auf die krankheitsbedingte Einsetzung des Mitdogen Pietro Candiano beschränkt, dass dieser am 18. September 887 als erster Doge in einer Schlacht ums Leben gekommen sei. So war seine Herrschaft „brief, bellicose and – at least as far as the Doge himself was concerned – disastrous“.

### Erzählende Quellen
- La cronaca veneziana del diacono Giovanni, in: Giovanni Monticolo (Hrsg.): Cronache veneziane antichissime (= Fonti per la storia d’Italia [Medio Evo], IX), Rom 1890, S. 128 f. (Digitalisat).
- Luigi Andrea Berto (Hrsg.): Giovanni Diacono, Istoria Veneticorum (=Fonti per la Storia dell’Italia medievale. Storici italiani dal Cinquecento al Millecinquecento ad uso delle scuole, 2), Zanichelli, Bologna 1999 (auf Berto basierende Textedition im Archivio della Latinità Italiana del Medioevo (ALIM) der Universität Siena).
- Ester Pastorello (Hrsg.): Andrea Dandolo, Chronica per extensum descripta aa. 460–1280 d.C., (= Rerum Italicarum Scriptores XII,1), Nicola Zanichelli, Bologna 1938, S. 163 f. (Digitalisat, S. 162 f.)
- Giovanni Tabacco (Hrsg.): Petri Damiani Vita Beati Romualdi, Rom 1957 (=Fonti per la storia d’Italia, XCIV), S. 21–23

### Rechtsetzende Quellen
- Theodor Sickel (Hrsg.): Conradi I Heinrici I et Ottonis I Diplomata, Monumenta Germaniae Historica, Diplomata regum et imperatorum Germaniae, Bd. I, Hannover 1879–1884, n. 351, S. 483 f.
- Roberto Cessi (Hrsg.): Documenti relativi alla storia di Venezia anteriori al Mille, 2 Bde., Bd. II, Padua 1942, n. 41, S. 70–74; n. 48, S. 85 f.; n. 49, S. 86–91; n. 58, S. 109 f.; n. 65, S. 130 f.; n. 66, S. 131 f.
- Roberto Cessi (Hrsg.): Pactum Octonis, in: Le origini del ducato veneziano, Neapel 1951, S. 309–313.
- Cesare Manaresi (Hrsg.): I Placiti del «Regnum Italiae», 3 Bde., Rom 1955–1960, Bd. II, 1, Rom 1957 (=Fonti per la storia d’Italia, XCVI), n. 181, S. 169–175.
- Luigi Lanfranchi, Bianc Strina (Hrsg.): S. Ilario e Benedetto e S. Gregorio, Venedig 1965, n. 10, S. 42–44.
- Adolf Fanta: Die Verträge der Kaiser mit Venedig bis zum Jahre 983, in: Mittheilungen des Instituts für österreichische Geschichtsforschung, Ergänzungsband I, Innsbruck 1885, S. 97 f., 101 f.